# Gran Jural de Tuvá
El Gran Jural de la República de Tuvá actúa como el parlamento regional de Tuvá, que es un sujeto federal de Rusia. Un total de 32 diputados son elegidos para un mandato de cinco años.

## Elecciones

### 2014
| Partido                            | Partido                              | %     | Asientos |
| ---------------------------------- | ------------------------------------ | ----- | -------- |
|                                    | Rusia Unida                          | 84.03 | 31       |
|                                    | Una Rusia Justa                      | 4.92  | 1        |
|                                    |                                      |       |          |
|                                    | Partido Liberal Democrático de Rusia | 1.49  | 0        |
|                                    |                                      |       |          |
| Votantes registrados/participación | Votantes registrados/participación   | 80,53 |          |

### 2019
| Partido                            | Partido                            | %     | Asientos |
| ---------------------------------- | ---------------------------------- | ----- | -------- |
|                                    | Rusia Unida                        | 80.13 | 30       |
|                                    | Partido Liberal-Democráta de Rusia | 7,75  | 2        |
|                                    |                                    |       |          |
|                                    | Una Rusia justa                    | 4.56  | 0        |
|                                    |                                    |       |          |
| Votantes registrados/participación | Votantes registrados/participación | 75.03 |          |

Añadir tabla 2024